# Pohár vítězů pohárů AFC
Pohár vítězů pohárů AFC (anglicky: Asian Cup Winners' Cup) byla každý rok konající se fotbalová soutěž pořádaná asijskou konfederací AFC pro vítěze národních poháru členských federací. Soutěž vznikla v roce 1990. V roce 2002 byla soutěž sloučena s Asijským mistrovství klubů do nově založené Ligy mistrů AFC.

## Jednotlivé finále
Zdroj: 
| Sezóna              | Vítěz               | Skóre      | Finalista               |
| ------------------- | ------------------- | ---------- | ----------------------- |
| 1990/91 Podrobnosti | Persepolis FC       | 0:0        | Muharrak SC             |
| 1990/91 Podrobnosti | Persepolis FC       | 1:0        | Muharrak SC             |
| 1991/92 Podrobnosti | Jokohama F. Marinos | 1:1        | An-Nassr FC             |
| 1991/92 Podrobnosti | Jokohama F. Marinos | 5:0        | An-Nassr FC             |
| 1992/93 Podrobnosti | Jokohama F. Marinos | 1:1        | Persepolis FC           |
| 1992/93 Podrobnosti | Jokohama F. Marinos | 1:0        | Persepolis FC           |
| 1993/94 Podrobnosti | Al Qadisiyah FC     | 4:2        | South China AA          |
| 1993/94 Podrobnosti | Al Qadisiyah FC     | 2:0        | South China AA          |
| 1994/95 Podrobnosti | Jokohama Flügels    | 2:1 prodl. | Al-Shaab CSC            |
| 1995 Podrobnosti    | Šónan Bellmare      | 2:1        | Al-Talaba SC            |
| 1996/97 Podrobnosti | Al Hilal FC         | 3:1        | Nagoja Grampus          |
| 1997/98 Podrobnosti | An-Nassr FC         | 1:0        | Suwon Samsung Bluewings |
| 1998/99 Podrobnosti | Al Ittihad FC       | 3:2 prodl. | Chunnam Dragons         |
| 1999/00 Podrobnosti | Šimizu S-Pulse      | 1:0        | Al-Zawra’a SC           |
| 2000/01 Podrobnosti | Aš-Šabab FC         | 4:2        | Ta-lien Š’-te           |
| 2001/02 Podrobnosti | Al Hilal FC         | 2:1 prodl. | Čonbuk Hyundai Motors   |

## Kluby podle počtu účastí ve finále
Zdroj: 
| Klub                    | Vítězství | První finálové vítězství | Poslední finálové vítězství | Finalista | Poslední finálová prohra | Celková finálová účast |
| ----------------------- | --------- | ------------------------ | --------------------------- | --------- | ------------------------ | ---------------------- |
| Jokohama F. Marinos     | 2         | 1992                     | 1993                        | 0         | –                        | 2                      |
| Al Hilal FC             | 2         | 1997                     | 2002                        | 0         | –                        | 2                      |
| Persepolis FC           | 1         | 1991                     | 1991                        | 1         | 1993                     | 2                      |
| An-Nassr FC             | 1         | 1998                     | 1998                        | 1         | 1992                     | 2                      |
| Al Qadisiyah FC         | 1         | 1994                     | 1994                        | 0         | –                        | 1                      |
| Jokohama Flügels        | 1         | 1994/95                  | 1994/95                     | 0         | –                        | 1                      |
| Šónan Bellmare          | 1         | 1995                     | 1995                        | 0         | –                        | 1                      |
| Al Ittihad FC           | 1         | 1999                     | 1999                        | 0         | –                        | 1                      |
| Šimizu S-Pulse          | 1         | 2000                     | 2000                        | 0         | –                        | 1                      |
| Aš-Šabab FC             | 1         | 2001                     | 2001                        | 0         | –                        | 1                      |
| Muharrak SC             | 0         |                          |                             | 1         | 1991                     | 1                      |
| South China AA          | 0         |                          |                             | 1         | 1994                     | 1                      |
| Al-Shaab CSC            | 0         |                          |                             | 1         | 1994/95                  | 1                      |
| Al-Talaba SC            | 0         |                          |                             | 1         | 1995                     | 1                      |
| Nagoja Grampus          | 0         |                          |                             | 1         | 1997                     | 1                      |
| Suwon Samsung Bluewings | 0         |                          |                             | 1         | 1998                     | 1                      |
| Chunnam Dragons         | 0         |                          |                             | 1         | 1999                     | 1                      |
| Al-Zawra’a SC           | 0         |                          |                             | 1         | 2000                     | 1                      |
| Ta-lien Š’-te           | 0         |                          |                             | 1         | 2001                     | 1                      |
| Čonbuk Hyundai Motors   | 0         |                          |                             | 1         | 2002                     | 1                      |

## Federace podle počtu účastí ve finále
Zdroj: 
| Federace                | Vítězství | První finálové vítězství | Poslední finálové vítězství | Finalista | Poslední finálová prohra | Celková finálová účast |
| ----------------------- | --------- | ------------------------ | --------------------------- | --------- | ------------------------ | ---------------------- |
| Saúdská Arábie          | 6         | 1994                     | 2002                        | 1         | 1992                     | 7                      |
| Japonsko                | 5         | 1992                     | 2000                        | 1         | 1997                     | 6                      |
| Írán                    | 1         | 1991                     | 1991                        | 1         | 1993                     | 2                      |
| Jižní Korea             | 0         |                          |                             | 3         | 2002                     | 3                      |
| Irák                    | 0         |                          |                             | 2         | 2000                     | 2                      |
| Bahrajn                 | 0         |                          |                             | 1         | 1991                     | 1                      |
| Britský Hongkong        | 0         |                          |                             | 1         | 1994                     | 1                      |
| Spojené arabské emiráty | 0         |                          |                             | 1         | 1994/95                  | 1                      |
| Čína                    | 0         |                          |                             | 1         | 2001                     | 1                      |